# Lehrverhaltenstraining
Der Begriff Lehrverhaltenstraining geht zurück auf Verfahren der Lehrerausbildung, die unter dem Titel microteaching und mini-courses von der Universität Stanford entwickelt wurden.

## Entwicklung
In den 1960er Jahren rückte die Qualität schulischer Bildung stärker in den Mittelpunkt der pädagogischen Diskussion. Insbesondere die traditionellen Formen der Lehrerausbildung wurden kritisch betrachtet. Dabei fanden die Versuche der Universität Stanford Beachtung, Teil-Fertigkeiten des Lehrens isoliert zu üben. Dieses microteaching wurde unter verschiedenen Bezeichnungen in der Lehrerausbildung auch in Deutschland angewendet.
Ein weiterer Fortschritt kam durch die Verbesserung von Verfahren der Video-Aufzeichnung. Hatte noch Alfons Otto Schorb für das Projekt Unterricht in Dokumenten ein besonderes Studio benötigt, um einzelne Unterrichtsstunden aufzunehmen, so war dies seit Anfang der 1970er Jahre auch in einem Klassenraum möglich. Damit war die Möglichkeit geschaffen, ausgehend von der Beobachtung konkreter Unterrichtsstunden, einzelne Sequenzen oder Lehrtätigkeiten zu isolieren und zu üben.

## Berliner Ansatz
Nach einigen Versuchen, die von schulpraktischen Seminaren in Zusammenarbeit mit der damaligen „Landesbildstelle Berlin“ durchgeführt wurden, konnte 1975 die „Zentrale Einrichtung für Lehrverhaltenstraining und Unterrichtsdokumentation (ZLU)“ gegründet werden. Dort wurde ein breites Angebot an unterschiedlichen Lehrangeboten erarbeitet, in denen die aus den USA stammenden Erfahrungen aufgegriffen und weiterentwickelt wurden. Dabei gab es sowohl das skill training von einzelnen Unterrichtssequenzen als auch Lernmöglichkeiten anhand von auf Videoband aufgezeichneten Unterrichtsstunden. Parallel zu den Lehrangeboten entstand ein Archiv von ca. 1000 Unterrichtsaufzeichnungen aus Berliner Schulen, aufgenommen in den Jahren 1979 bis 2003.